# Edward Durda
Edward Durda (ur. 5 stycznia 1963 w Stalowej Woli) – polski dziennikarz, komentator sportowy i aktor.

## Życiorys
W 1981 ukończył Liceum Ogólnokształcące im. Komisji Edukacji Narodowej w Stalowej Woli. Po ukończeniu studiów na Wydziale Aktorskim Państwowej Wyższej Szkoły Teatralnej w Krakowie (1988) krótko współpracował z Teatrem im. Osterwy w Lublinie. W 1994 grał w filmie Jacka Skalskiego Miasto prywatne, w roli ochroniarza „Alego”.
Ostatecznie został dziennikarzem sportowym. Komentuje głównie mecze piłki nożnej oraz gale bokserskie. Karierę dziennikarską rozpoczął w Tempie, a komentatorską w Telewizji Polskiej, do której dostał się z kastingu. Następnie pracował w kanałach sportowych Wizja Sport, Eurosport 1, Eurosport 2. Potem został zatrudniony w stacjach Canal+ (komentuje m.in. żużel w Canal+ Sport wraz z Robertem Sitnickim i Mateuszem Dziopą) oraz Eurosport. Komentował mecze polskiej Ekstraklasy i rozgrywek europejskiego top 5: Bundesligę, Ligue 1, Premier League, Primera División i Serie A. Komentował też bobsleje. Jest głosem polskiego Eurosportu, zapowiada nadchodzące transmisje i wydarzenia sportowe. Od 2020 do 2023 gościł i współprowadził niektóre formaty Kanału Sportowego na platformie YouTube. 22 maja 2022 roku poprowadził swój pierwszy autorski program w tym kanale, pod nazwą „Edek Show”, w którym rozmawiał z dziennikarzem sportowym Przemysławem Babiarzem. W styczniu 2024 podjął współpracę z serwisem streamingowym Megogo i został jednym z komentatorów Pucharu Narodów Afryki 2023.
W 2011 dołączył do grona „Ambasadorów Stalowej Woli”.